# Miss Piauí
Miss Piauí (ou Miss Universo Piauí) é um tradicional concurso de beleza feminino realizado anualmente desde 1956 e que busca eleger a melhor candidata piauiense em busca do título de Miss Brasil, válido para o Miss Universo. O Estado vem obtendo destaque nos últimos anos, uma vez que conquistou dois títulos em menos de sete (7) anos, com: Monalysa Alcântara, em 2017  que ficou entre as dez semifinalistas do Miss Universo daquele ano  e em 2025 com Maria Gabriela Lacerda, que disputará a etapa internacional no final do mesmo ano, no México. Atualmente a responsável pelo concurso no Estado é a empresária Sylvia Lacerda. 

## Histórico

### Coordenadores
Ficaram responsáveis pela escolha da mais bela piauiense:
- de 1956 a 1980 - José Lopes dos Santos (Jornalista, Advogado e Político)
- de 1981 a 1989 - Mauro Júnior (Colunista Social)
- de 1991 a 2016 - Nelito Marques (Colunista Social) [3]
- de 2017 a 2019 - Diego Trajano (Diretor da Band Piauí) [4]
- de 2020 a 2022 - Organização Miss Universo Brasil.
- em 2023 - Monalysa Alcântara (Miss Brasil 2017, Modelo e Digital Influencer) [5]
- em 2024 - Dennis Coulter (Produtor, Visagista e Maquiador)
- desde 2025 - Sylvia Lacerda (Empresária)

### Tabela de classificação
A performance das piauienses no Miss Brasil:
| Posição       | Performance |
| ------------- | ----------- |
| Miss Brasil   | 2           |
| 2º. Lugar     | 1           |
| 3º. Lugar     |             |
| 4º. Lugar     |             |
| 5º. Lugar     |             |
| Semifinalista | 7           |
| Total         | 9           |

### Premiações Especiais
- Miss Simpatia: Claudeth Barros (1974), Anacy Pereira (1994), Darllyanne Santos (2000), Renata Lustosa (2011) e Gabriela Lacerda (2021).
- Melhor Traje de Gala: Milena de Souza Teixeira (1984) e  Célia Regina Farias (1986).
- Melhor Traje Típico: Maria José Meneses (1996).

### Galeria das vencedoras

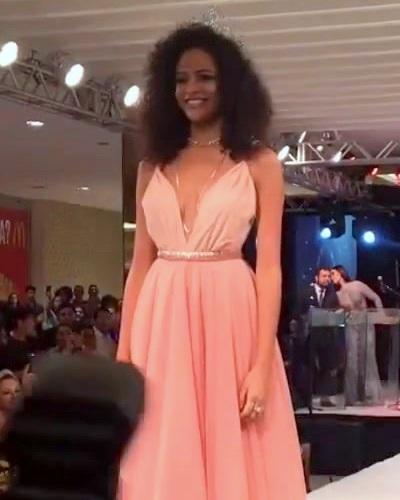
Monalysa Alcântara, Miss Brasil 2017, de Teresina

## Vencedoras
A candidata tornou-se Miss Brasil.
     A Miss Piauí renunciou ao título estadual.
| Ano  | Participação                                            | Vencedoras                                              | Representação                                           | Colocação                                               | Miss Universo                                           | Ref.                                                    |
| ---- | ------------------------------------------------------- | ------------------------------------------------------- | ------------------------------------------------------- | ------------------------------------------------------- | ------------------------------------------------------- | ------------------------------------------------------- |
| 2025 | 66ª                                                     | Maria Gabriela Silva Lacerda                            | Teresina                                                | MISS BRASIL 2025                                        | TBD                                                     | [ 6 ]                                                   |
| 2024 | 65ª                                                     | Gabriela Rodrigues dos Santos                           | Água Branca                                             |                                                         |                                                         | [ 7 ]                                                   |
| 2023 | 64ª                                                     | Gabriela Reis Menezes                                   | Parnaíba                                                |                                                         |                                                         | [ 8 ]                                                   |
| 2022 | 63ª                                                     | Jessyca Machado Silva Castro                            | Teresina                                                | Semifinalista (Top 16)                                  |                                                         | [ 9 ]                                                   |
| 2021 | 62ª                                                     | Maria Gabriela Silva Lacerda                            | Teresina                                                | 2º. Lugar                                               |                                                         | [ 10 ]                                                  |
| 2020 | A Miss Brasil foi indicada, portanto não houve disputa. | A Miss Brasil foi indicada, portanto não houve disputa. | A Miss Brasil foi indicada, portanto não houve disputa. | A Miss Brasil foi indicada, portanto não houve disputa. | A Miss Brasil foi indicada, portanto não houve disputa. | A Miss Brasil foi indicada, portanto não houve disputa. |
| 2019 | 61ª                                                     | Dagmara da Silva Landim                                 | São Raimundo Nonato                                     | Semifinalista (Top 10)                                  |                                                         | [ 11 ]                                                  |
| 2018 | 60ª                                                     | Naiely Raquel Lima Moura                                | Piripiri                                                | Semifinalista (Top 10)                                  |                                                         | [ 12 ]                                                  |
| 2017 | 59ª                                                     | Monalysa Maria Alcântara                                | Teresina                                                | MISS BRASIL 2017                                        | Semifinalista (Top 10)                                  | [ 13 ]                                                  |
| 2016 | 58ª                                                     | Lara Bucar Lobo Pinho                                   | Floriano                                                |                                                         |                                                         | [ 14 ]                                                  |
| 2015 | 57ª                                                     | Ana Letícia Alencar                                     | Picos                                                   | Semifinalista (Top 15)                                  |                                                         | [ 15 ]                                                  |
| 2014 | 56ª                                                     | Verbiany Leal Silva                                     | Batalha                                                 |                                                         |                                                         | [ 16 ]                                                  |
| 2013 | 55ª                                                     | Nathalya Rakel de Araújo                                | Castelo do Piauí                                        |                                                         |                                                         | [ 17 ]                                                  |
| 2012 | 54ª                                                     | Jéssica Camargo Eberhart                                | Teresina                                                |                                                         |                                                         | [ 18 ]                                                  |
| 2011 | 53ª                                                     | Renata Bruna Lustosa Mororó                             | Campo Maior                                             |                                                         |                                                         | [ 19 ]                                                  |
| 2010 | 52ª                                                     | Lanna Camilla Alves Lopes                               | Ipiranga do Piauí                                       |                                                         |                                                         | [ 20 ]                                                  |
| 2009 | 51ª                                                     | Francisca Vanessa Barros Costa                          | Teresina                                                |                                                         |                                                         | [ 21 ]                                                  |
| 2008 | 50ª                                                     | Marinna de Paiva Lima                                   | Altos                                                   | Semifinalista (Top 15)                                  |                                                         | [ 22 ]                                                  |
| 2007 | 49ª                                                     | Amanda Costa Santos                                     | Bom Jesus                                               |                                                         |                                                         | [ 23 ]                                                  |
| 2006 | 48ª                                                     | Priscila Karine da Silva Rocha                          | Floriano                                                |                                                         |                                                         | [ 24 ]                                                  |
| 2005 | 47ª                                                     | Verônica Scheren de Oliveira                            | Eliseu Martins                                          |                                                         |                                                         | [ 25 ]                                                  |
| 2004 | 46ª                                                     | Shenia Layanne Magalhães                                | Piracuruca                                              |                                                         |                                                         | [ 26 ]                                                  |
| 2003 | 45ª                                                     | Elaine Fernandes Silva                                  | Campo Largo do Piauí                                    |                                                         |                                                         | [ 27 ]                                                  |
| 2002 | 44ª                                                     | Rosiane Lima de Oliveira                                | Curimatá                                                |                                                         |                                                         | —                                                       |
| 2001 | 43ª                                                     | Emanuelle dos Santos Aguiar                             | Barras                                                  |                                                         |                                                         | —                                                       |
| 2000 | 42ª                                                     | Darlyanne de Moura Santos                               | Dom Expedito Lopes                                      |                                                         |                                                         | —                                                       |
| 1999 | 41ª                                                     | Lílian de Melo Barros                                   | José de Freitas                                         |                                                         |                                                         | —                                                       |
| 1998 | 40ª                                                     | Karina de Castro Demes                                  | Floriano                                                |                                                         |                                                         | —                                                       |
| 1997 | 39ª                                                     | Lainny de Fátima Holanda                                | Parnaíba                                                | Semifinalista (Top 12)                                  |                                                         | —                                                       |
| 1996 | 38ª                                                     | Maria José Meneses de Santana                           | União                                                   |                                                         |                                                         | —                                                       |
| 1995 | 37ª                                                     | Jamilly Rebecca Bezerra Fiúzza                          | Teresina                                                |                                                         |                                                         | —                                                       |
| 1994 | 36ª                                                     | Anacy Pereira da Silva                                  | Oeiras                                                  |                                                         |                                                         | —                                                       |
| 1993 | A Miss Brasil foi indicada, portanto não houve disputa. | A Miss Brasil foi indicada, portanto não houve disputa. | A Miss Brasil foi indicada, portanto não houve disputa. | A Miss Brasil foi indicada, portanto não houve disputa. | A Miss Brasil foi indicada, portanto não houve disputa. | —                                                       |
| 1992 | 35ª                                                     | Patrícia Gonçalves da Silva                             | Teresina                                                |                                                         |                                                         | —                                                       |
| 1991 | O Estado não enviou candidata ao Miss Brasil 1991.      | O Estado não enviou candidata ao Miss Brasil 1991.      | O Estado não enviou candidata ao Miss Brasil 1991.      | O Estado não enviou candidata ao Miss Brasil 1991.      | O Estado não enviou candidata ao Miss Brasil 1991.      | —                                                       |
| 1990 | Não houve disputa nacional de Miss Brasil em 1990.      | Não houve disputa nacional de Miss Brasil em 1990.      | Não houve disputa nacional de Miss Brasil em 1990.      | Não houve disputa nacional de Miss Brasil em 1990.      | Não houve disputa nacional de Miss Brasil em 1990.      | —                                                       |
| 1989 | 34ª                                                     | Josélia da Silva Ribeiro                                | Bonfim do Piauí                                         |                                                         |                                                         | —                                                       |
| 1988 | 33ª                                                     | Lucenir Dantas de França                                |                                                         |                                                         |                                                         | —                                                       |
| 1987 | 32ª                                                     | Polikseny Castelo Branco Salliamis                      | Parnaíba                                                |                                                         |                                                         | —                                                       |
| 1986 | 31ª                                                     | Célia Regina Farias de Araújo                           | Parnaíba                                                |                                                         |                                                         | —                                                       |
| 1985 | 30ª                                                     | Conceição Bezerra Alencar                               | Clube de Engenharia                                     |                                                         |                                                         | —                                                       |
| 1984 | 29ª                                                     | Milena de Souza Teixeira                                | Clube de Engenharia                                     |                                                         |                                                         | —                                                       |
| 1983 | 28ª                                                     | Mirza dos Santos Melo                                   | Parnaíba                                                | Semifinalista (Top 12)                                  |                                                         | —                                                       |
| 1982 | 27ª                                                     | Valéria Umbelino Guedes                                 | Floriano                                                |                                                         |                                                         | —                                                       |
| 1981 | 26ª                                                     | Rosa Cláudia Moura Carvalho                             | Fronteiras                                              |                                                         |                                                         | —                                                       |
| 1980 | 25ª                                                     | Tatiana Vasconcelos Cavalcante                          |                                                         |                                                         |                                                         | —                                                       |
| 1979 | 24ª                                                     | Regina Lúcia França                                     | Agremiação "Show Samba"                                 |                                                         |                                                         | —                                                       |
| 1978 | 23ª                                                     | Márcia Milânia Neto Bezerra                             |                                                         |                                                         |                                                         | —                                                       |
| 1977 | 22ª                                                     | Eliane Freire de Carvalho                               | Teresina                                                |                                                         |                                                         | —                                                       |
| 1976 | 21ª                                                     | Glayds Alcântara da Trindade                            | Teresina                                                |                                                         |                                                         | —                                                       |
| 1976 | -                                                       | Claudeth Liberato Santana                               | Parnaíba                                                | Não disputou, assumiu.                                  |                                                         | —                                                       |
| 1975 | 20ª                                                     | Maria Yarema Rodrigues Melo                             | Agremiação "Skindô"                                     |                                                         |                                                         | —                                                       |
| 1974 | 19ª                                                     | Claudeth Barros de Moraes Trindade                      | Agremiação "Sambão"                                     |                                                         |                                                         | —                                                       |
| 1973 | 18ª                                                     | Maria Débora Rodrigues Melo                             | Clube dos Estudantes do Piauí                           |                                                         |                                                         | —                                                       |
| 1972 | 17ª                                                     | Carlota Maria de Carvalho                               | Sociedade Esportiva Tiradentes                          |                                                         |                                                         | —                                                       |
| 1971 | 16ª                                                     | Maria de Fátima Ferreira Macêdo                         | Clube dos Médicos                                       |                                                         |                                                         | —                                                       |
| 1970 | 15ª                                                     | Maria da Graça de Brito Holanda                         | Parnaíba                                                |                                                         |                                                         | —                                                       |
| 1969 | 14ª                                                     | Rosângela Barreto Cordeiro                              | Teresina                                                |                                                         |                                                         | —                                                       |
| 1968 | 13ª                                                     | Ana Aurora Aragão                                       | Campo Maior                                             |                                                         |                                                         | —                                                       |
| 1967 | 12ª                                                     | Anamaria Miranda Gonçalves                              | União                                                   |                                                         |                                                         | —                                                       |
| 1966 | 11ª                                                     | Darcy do Carmo Lima Assunção                            | Altos                                                   |                                                         |                                                         | —                                                       |
| 1965 | 10ª                                                     | Maria da Graça Melo da Mota                             | Teresina                                                |                                                         |                                                         | —                                                       |
| 1964 | 9ª                                                      | Maricildes Ferreira da Costa                            | Floriano                                                |                                                         |                                                         | —                                                       |
| 1963 | 8ª                                                      | Maria da Consolação Teixeira                            | Jockey Club do Piauí                                    |                                                         |                                                         | —                                                       |
| 1962 | 7ª                                                      | Lívia Melo Carneiro da Cunha                            | Aeroclube do Piauí                                      |                                                         |                                                         | —                                                       |
| 1961 | 6ª                                                      | Daisy Maria Couto Boavista                              | Clube dos Diários                                       |                                                         |                                                         | —                                                       |
| 1960 | 5ª                                                      | Idjanira Portela de Araújo Costa                        | Teresina                                                |                                                         |                                                         | —                                                       |
| 1959 | 4ª                                                      | Vera Zorina Neiva Nunes                                 | Clube dos Diários                                       |                                                         |                                                         | —                                                       |
| 1958 | 3ª                                                      | Maria Creuza Portela Madeira                            | Teresina                                                |                                                         |                                                         | —                                                       |
| 1957 | 2ª                                                      | Chloris Maria Guimarães Fontenelle                      | Parnaíba                                                |                                                         |                                                         | —                                                       |
| 1956 | 1ª                                                      | Teresinha de Jesus Estêves Alcântara                    | Clube dos Diários                                       |                                                         |                                                         | —                                                       |

### Observações
1. Não são nascidas no estado do Piauí, as misses:
  1. Márcia Milânia (1978) é de Salgueiro, PE.

## Ligações Externas
- Site do Miss Brasil
- Site do Miss Universo (em inglês)